# 7775 Taiko
7775 Taiko è un asteroide della fascia principale. Scoperto nel 1992, presenta un'orbita caratterizzata da un semiasse maggiore pari a 2,6691999 UA e da un'eccentricità di 0,1840230, inclinata di 4,38549° rispetto all'eclittica.